# 常染色体優性多発性嚢胞腎
常染色体優性多発性嚢胞腎（じょうせんしょくたいゆうせいたはつせいのうほうじん、英: autosomal dominant polycystic kidney disease, ADPKD）は、腎疾患のひとつ。
多発性嚢胞腎の1タイプであり、ポリシスチン蛋白をコードする遺伝子の異常によって、腎臓に嚢胞が多発し、徐々に腎不全に至る疾患である。
尿細管・間質には炎症所見がみられ、実質正常細胞がアポトーシスを起こし線維化する。終末期には、嚢胞を線維の帯が囲むようになる。
長く治療法は対症療法しかなかったが、2014年に世界初の治療薬トルバプタン（商品名：サムスカ）が発売を開始した。

## 病態
両側の腎臓において、細胞外マトリックス異常に起因して、既存の尿細管上皮の1 %から発生した尿細管上皮が脱分化・増殖し、肉眼的に見える孤立球状嚢胞が年齢と共に増加。腎臓の皮質・髄質の「Bowman嚢から腎乳頭先端」のどこにでも多発する。嚢胞は径数 mmを超えると、3/4は尿細管から分離し、孤立嚢胞を形成する。上皮が腔内へ尿様の電解質液を分泌する（上皮の極性は保持される）ため、嚢胞は徐々に増大するとともに、腎は概形は保ちつつ両側性に肥大し、時に3 kgにも達する。腎杯はおおきく歪む。この嚢胞は、周辺実質の機能障害を起こし、炎症細胞が浸潤し、正常細胞がアポトーシスするため、腎機能が低下する。
嚢胞の拡大につれて周囲動脈は伸展し障害され、糸球体濾過量（GFR）低下とレニン-アンジオテンシン系賦活によって、高血圧を起こす。20代 - 30代に発症（gene carrierは80歳までに100 %が発症）する。終末期には、間質の線維化と細動脈硬化によって、半数は70歳までに腎正常実質はわずかになって末期腎不全に至る。このとき、腎臓はもとの数倍の大きさになる。

## 原因
細胞外マトリックスからの（増殖・分化・輸送の）シグナルの細胞内への伝達に関与する「ポリシスチン蛋白」をコードするPKD1（頻度85 %）・PKD2（頻度15 %）などの遺伝子異常が基礎にあり、second hitで発症。
欠失、ミスセンス、フレームシフトはすべてポリシスチンの機能を下げる。

## 疫学
優性遺伝疾患としては、家族性高コレステロール血症に次いで多い。全世界に分布し、500人に1人が発症する。

### 予防
発症を遅らせるなどの予防法は知られていない。

## 症状
高血圧は必発症状で、腎肥大のために腹部膨満、易疲労、腰背部痛、便秘、食欲不振も起こりうる。

## 合併症
細胞外マトリックス遺伝子の異常であるため、全身の結合組織に異常が生じうる。肝臓・膵臓・脾臓・クモ膜などに嚢胞ができるほか、頭蓋内動脈瘤や僧帽弁逆流症を起こす。頭蓋内動脈瘤は高血圧と共に頭蓋内出血の危険因子となる。

## 検査・診断
肉眼的血尿・タンパク尿がみられる。嚢胞が感染を起こすと、頭痛・発熱を起こす。腹部超音波検査やCTにより、両側の腎臓に多発する嚢胞がみられる。PKD1、PKD2の遺伝子解析も可能だが、それ以外の未知の原因遺伝子もあることがわかっている。

## 治療
近年まで特異的な治療法はなかったが、2014年3月24日に世界初の治療薬トルバプタン（商品名：サムスカ）が臨床試験を終え、承認された。トルバプタンはもともと大塚製薬徳島研究所において26年をかけて開発された経口利尿剤で世界14カ国・地域で使用されている。常染色体優性多発性嚢胞腎の適応に対しては2004年から世界15カ国1,400人以上の患者を対象とした国際共同治験を実施。国際共同治験で「トルバプタン」は腎臓の増大と腎機能の低下に対する抑制効果を示し、その結果は2012年11月にN Engl J Med 誌にて報告された。2013年12月、常染色体優性治療薬としての薬品販売承認申請が欧州医薬品庁に認可された。2014年、常染色体優性多発性嚢胞腎の治療薬として日本においても認可を受けた。「トルバプタン」の作用機序はバソプレシンV2-受容体拮抗作用によりADPKDの腎嚢胞の増殖・増大を抑制することで、疾患の進展を遅らせると考えられている。高血圧や腎機能の低下に対し、対症療法を行う。腹部圧迫症状が著しい場合は、姑息的に嚢胞穿刺するが、感染には注意する。
治験中
2023年12月1日、京都大学のグループがiPS細胞から作製した腎集合管オルガノイドを使って、多発性嚢胞腎モデルの作製に成功し、さらに疾患モデルを活用し常染色体優性多発性嚢胞腎(ADPKD)の治療薬候補として、レチノイン酸受容体（RAR）作動薬（タミバロテン）の同定に成功したと発表した。同研究は、アメリカの科学雑誌「Cell Reports」で公開された。研究チームは、研究チームを率いる「既に臨床で使われている薬なので新規の薬を作るより早く患者に届けることができる」としている。
2024年12月、京都大学からスピンアウトしたスタートアップ企業のリジェネフロ株式会社が、京都大学の研究成果をもとに、RAR作動薬であるタミバロテンを常染色体優性多発性嚢胞腎（ADPKD）に投与する前期第二相臨床試験を開始。

## 予後
発症すれば、いずれは末期腎不全に至り、人工透析を要する。頭蓋内動脈瘤の破裂は致命的になりうる。

## 診療科
内科、特に腎高血圧内科が専門科である。